# Birobidjan
Birobidjan (în rusă Биробиджан, transliterat: Birobidjan) este un oraș situat în partea estică a Federației Ruse. Este reședința Regiunii Autonome Evreiești. La recensământul din 2002 înregistra o populație de 77.250 locuitori.

## Locuri și monumente

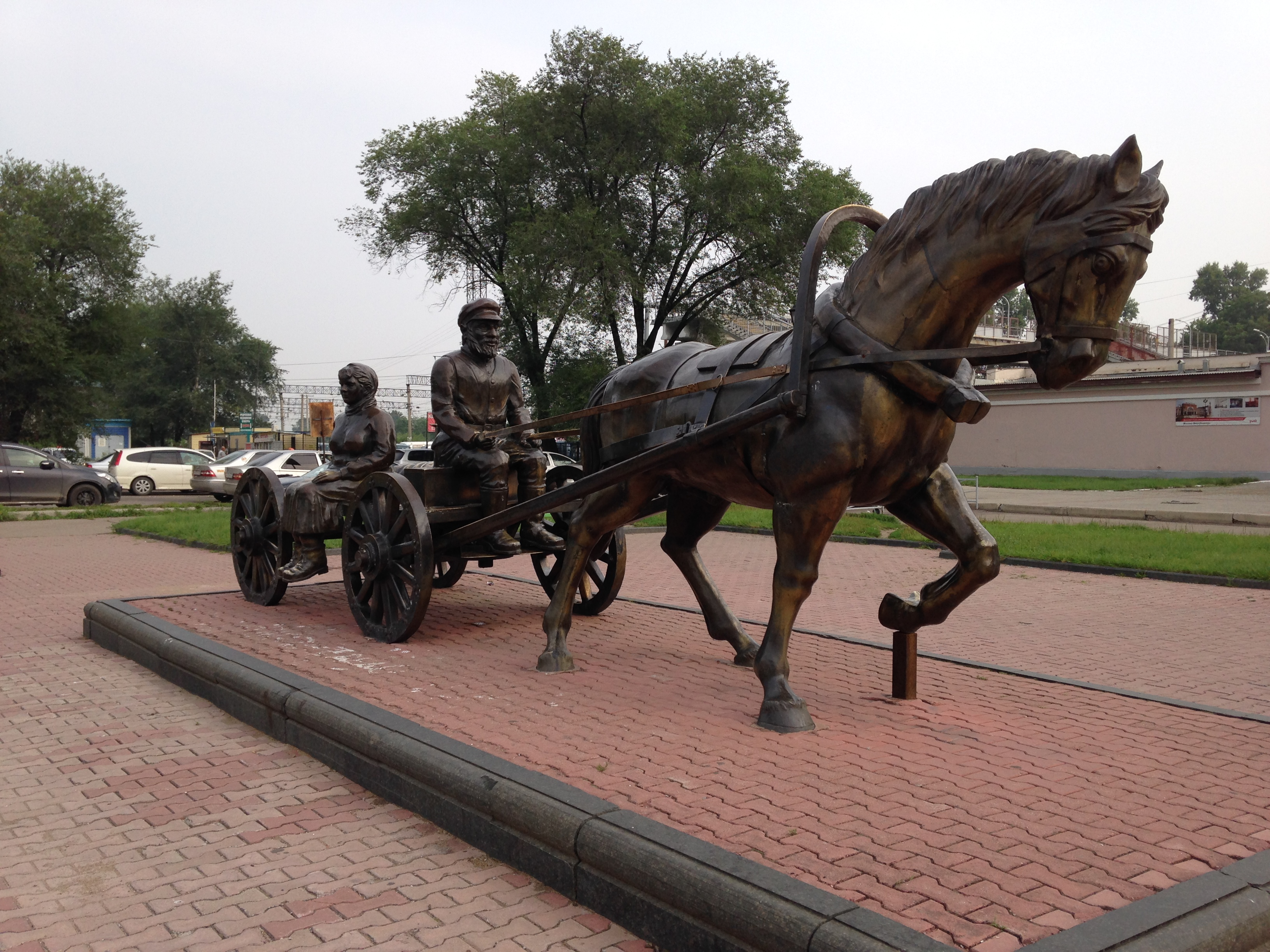
Statuie din Birobidjan reprezentînd o scenă din Scripcarul pe acoperiș